# Max Ernst Museum Brühl des LVR

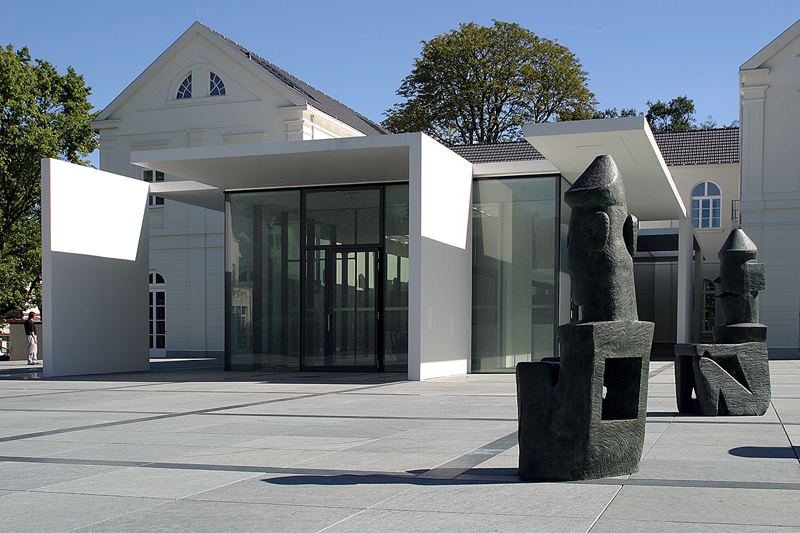
Museumseingang, im September 2004

Das Max Ernst Museum Brühl des LVR, häufig abgekürzt auf Max-Ernst-Museum, wurde am 4. September 2005 in Brühl eröffnet, der Geburtsstadt des deutschen Künstlers Max Ernst, dessen Werk sich das Museum überwiegend widmet. Es zeigt einen Überblick über das Schaffen des Dadaisten und Surrealisten. Das Museum präsentiert wiederkehrend auch Arbeiten zeitgenössischer Künstler. Seit dem 1. Mai 2006 war der Kunsthistoriker Achim Sommer Leiter des Museums. Nach seinem Übergang in den Ruhestand Ende August 2022 übernahm zum 1. Oktober 2022 die Kunsthistorikerin Madeleine Frey die Museumsleitung.

## Baubeschreibung

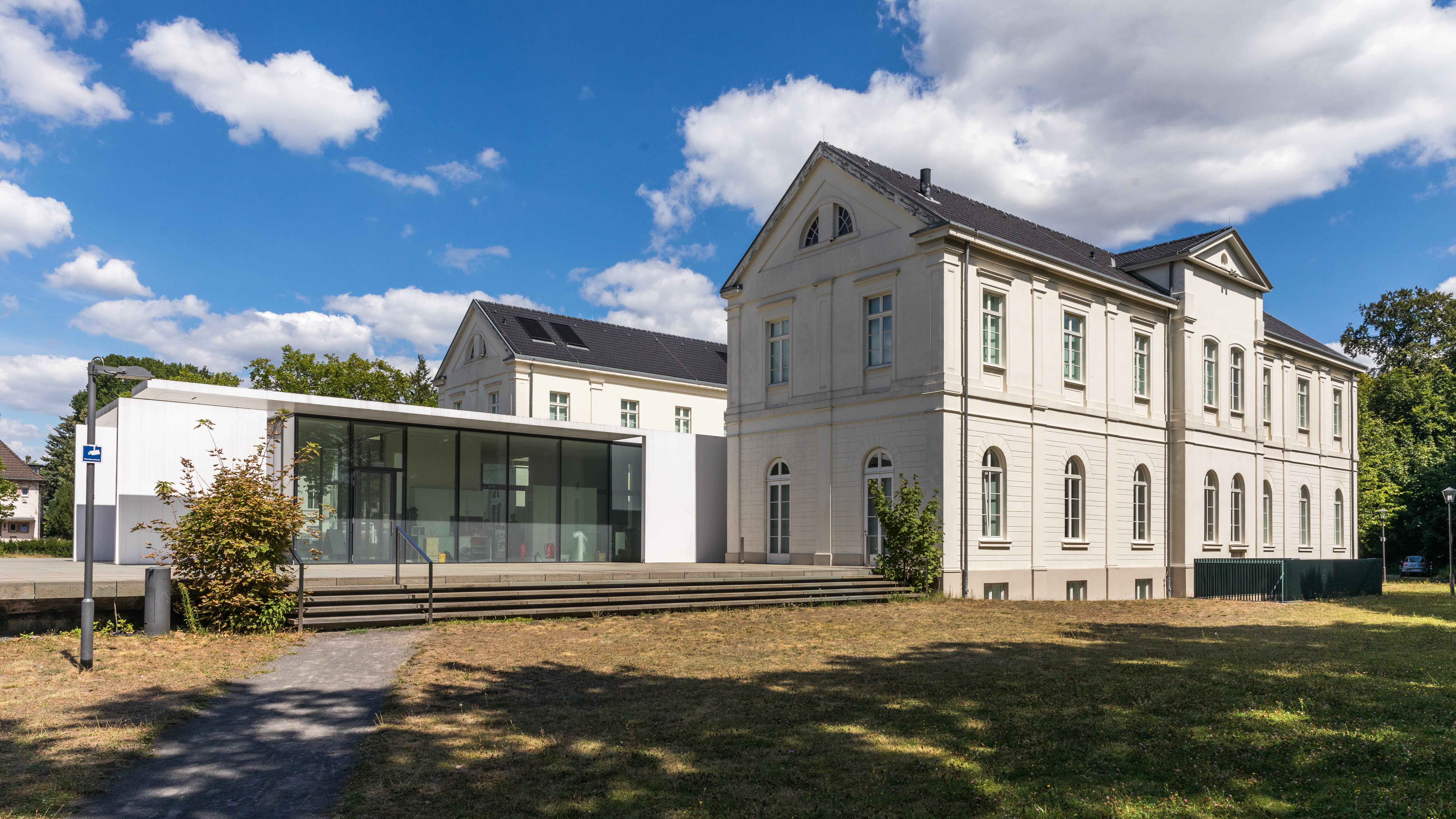
Neu- und Altbau des Max-Ernst-Museums (2022)

Der Gebäudekomplex ist eine Verbindung aus Alt und Neu: Unweit des Schlosses Augustusburg mit seiner Parkanlage erhebt sich die klassizistische Dreiflügelanlage aus dem 19. Jahrhundert, die um einen zentral eingefügten Glaspavillon und ein „schwebendes“ Eingangsplateau erweitert sowie im Untergeschoss durch zusätzliche Ausstellungs- und Veranstaltungsräume ergänzt wurde. Die Wiederherstellung des denkmalgeschützten Gebäudes war dabei ein Leitgedanke, besuchte doch auch der junge Max Ernst diesen „Brühler Pavillon“, ein Ausflugslokal, das 1844, also zeitgleich mit dem Bau der Eisenbahnstrecke Köln-Bonn, als weitere Attraktion des Naherholungsgebiets Brühl errichtet wurde.
Für die Realisierung des Vorhabens, den vorhandenen Altbau mit den Anforderungen eines Museums und dem ästhetischen Anspruch zeitgenössischer Architektur harmonisch zu vereinbaren, erhielt das Museum die Auszeichnung „vorbildliches Bauwerk im Lande Nordrhein-Westfalen“.
Die Grundsteinlegung für das von den Architekten Thomas van den Valentyn und Seyed Mohammad Oreyzi entworfene Museumsbau erfolgte 2002, der Bau wurde im Herbst 2004 fertiggestellt. Anlässlich des Tages des offenen Denkmals 2004 wurde das Bauwerk erstmals für die Allgemeinheit geöffnet. Der Dorothea Tanning-Saal, benannt nach der Künstlerin Dorothea Tanning, der vierten Ehefrau Max Ernsts, liegt im Keller des Museumsbaus und ist unter anderem Spielstätte der Brühler Schlosskonzerte.

## Die Sammlung

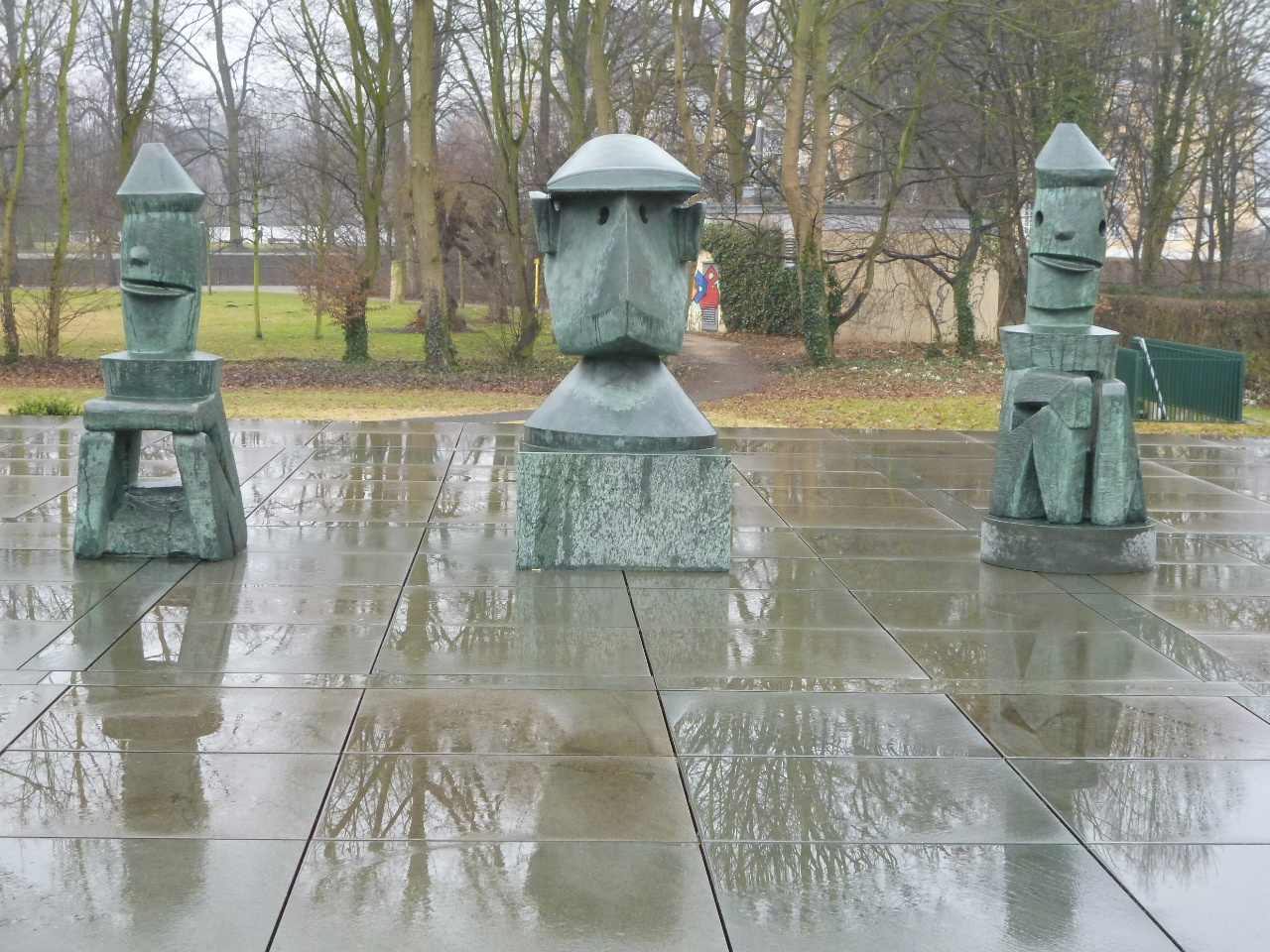
Max Ernst: Corps enseignant pour une école de tueurs (Lehrerkollegium einer Schule für Totschläger) (1967) vor dem Museum, im Februar 2012

Die Präsentation umfasst rund siebzig Schaffensjahre von Max Ernst: die dadaistischen Aktivitäten im Rheinland, die Beteiligung an der surrealistischen Bewegung in Frankreich, das Exil in den USA und schließlich die Rückkehr nach Europa im Jahr 1953. Neben Bildern aus der Frühzeit verfügt das Museum über die ehemalige Sammlung Schneppenheim, die nahezu das gesamte grafische Werk von Max Ernst umfasst. Ein weiterer Höhepunkt und zugleich „Herzstück“ der Ausstellung sind die 36 D-paintings, Geburtstags- und Liebesgeschenke von Max Ernst an seine Frau, die Künstlerin Dorothea Tanning, mit der er über drei Jahrzehnte lang verbunden war. Schließlich ist ein einmaliges Konvolut von über 700 fotografischen Dokumenten Bestandteil der Sammlung, die das Leben des Künstlers nachzeichnen.
Außerdem sind umfangreiche Dauerleihgaben der Kreissparkasse Köln zu sehen: Ein einmaliges Ensemble von über 70 Plastiken, darunter die Großplastik Capricorn, erschließt das bildhauerische Werk über Jahrzehnte hinweg; sie stammen aus der persönlichen Sammlung des Künstlers.
Um eine vertiefte Auseinandersetzung mit dem Œuvre von Max Ernst zu ermöglichen, ergänzt das Max Ernst Museum halbjährlich seine Dauerausstellung durch wechselnde Leihgaben aus internationalen öffentlichen und privaten Sammlungen. Das Konzept „Schausammlung im Wechsel“ bietet so immer neue Annäherungen an das facettenreiche und vielschichtige Werk von Max Ernst, das nicht zuletzt die assoziativen Fähigkeiten des Betrachters inspiriert.
Seit 2009 wird das Gemälde Arizona desert after rain (um 1948), eine Schenkung des deutschen Textilfabrikanten Waldemar Croon, in der Schausammlung im Wechsel präsentiert.
2010 wurde anlässlich des 10-jährigen Bestehens der Max Ernst Gesellschaft aus einer rheinischen Privatsammlung das Gemälde Nocturne IV (Nachtstück) (1967 in Seillans entstanden) für einen sechsstelligen Betrag angekauft und dem Museum als Schenkung überreicht.
2012 erhielt die Stiftung Max Ernst ein frühes Ölgemälde des Künstlers als Schenkung aus dem Nachlass der Familie Oberle. Das Knabenbildnis zeigt den 1909 geborenen Theo Oberle, Sohn von Wilhelm Oberle, Oberlehrer am Städtischen Gymnasium Brühl, der Max Ernst unterrichtet hatte.
2013 schenkte der Arzt und Kunstsammler Peter Schneppenheim dem Museum das Ölgemälde The Twentieth Century (1955) von Max Ernst.
Von März bis August 2006 wurde das Gemälde La Forêt, eine Leihgabe der Pariser Galerie Cazeau-Béraudière, ausgestellt. Werner Spies hatte zuvor als Gutachter durch eine Expertise die Echtheit des Bildes bestätigt. 2010 wurde es als Fälschung von Wolfgang Beltracchi erkannt.

## Sonderausstellungen

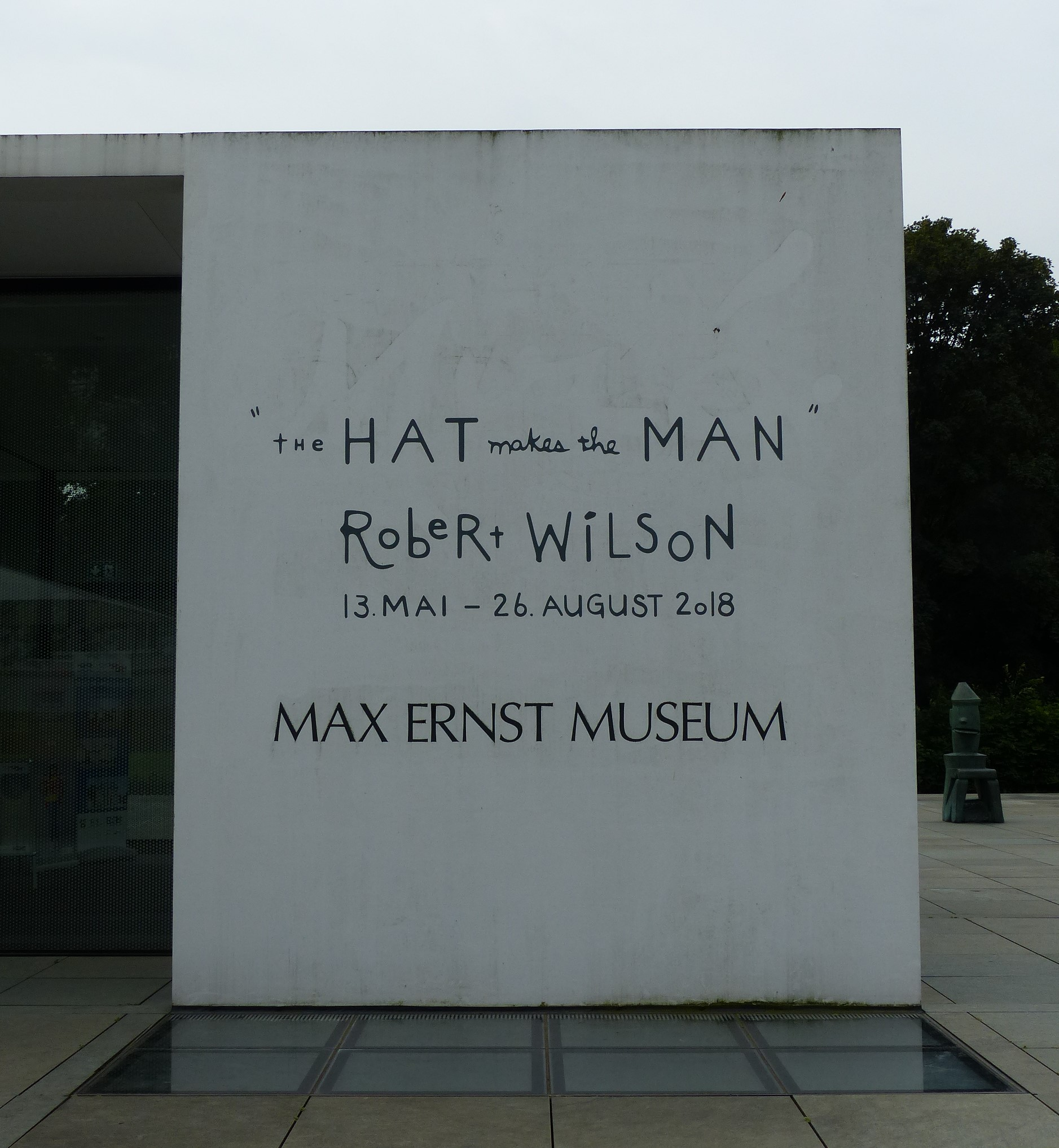
Robert Wilson – The Hat Makes The Man, Ausstellung 2018

- 2025: Hypercreatures – Mythologien der Zukunft
- 2024/25: Alberto Giacometti. Surrealistische Entdeckungen
- 2024: Nando Nkrumah – Heute schon Morgen[10]
- 2024: Nevin Aladağ: Interlocking
- 2023/24: Surreal Futures
- 2023: Image. Max Ernst im Foto
- 2022: Karin Kneffel. Im Augenblick
- 2021/22: Surreale Tierwesen, kuratiert von Jürgen Pech
- 2020/21: Max Beckmann - Day and Dream. Eine Reise von Berlin nach New York
- 2019/20: Moebius[11]
- 2019/20: Neupräsentation der D-paintings
- 2018/19: Ruth Marten – Dream Lover.
- 2018: Robert Wilson – The Hat Makes The Man
- 2018: Johanna Reich – Die gestohlene Welt
- 2017/18: Miró. Welt der Monster (in Zusammenarbeit mit der Fondation Marguerite et Aimé Maeght in Saint-Paul-de-Vence)
- 2017: Jürgen Klauke – Selbstgespräche. Zeichnungen 1970 – 2016
- 2016/17: Jaume Plensa – Die innere Sicht
- 2016: M. C. Escher (in Zusammenarbeit mit dem Gemeentemuseum Den Haag)
- 2015/16: The World of Tim Burton
- 2015:  Real SurReal – Meisterwerke der Avantgarde Fotografie – Sammlung Siegert
- 2014/15: 100 Jahre Freundschaft Hans Arp und Max Ernst. 28. September 2014 bis 22. Februar 2015
- 2014: Seine Augen trinken alles. Max Ernst und die Zeit um den Ersten Weltkrieg. 23. Februar bis 29. Juni 2014
- 2013/14: Das 20. Jahrhundert. Werke von Max Ernst aus der Schneppenheim-Stiftung
- 2013: Man Ray. Fotograf im Paris der Surrealisten
- 2013: Entdeckungsfahrten zu Max Ernst. Die Sammlung Peter Schamoni.
- 2012: Copley.
- 2012: Niki de Saint Phalle. Spiel mit mir.
- 2011: George Grosz. Deutschland ein Wintermärchen. Aquarelle, Zeichnungen, Collagen 1908–1958.
- 2010/11: Sam Szafran. Zeichnungen, Pastelle, Aquarelle.
- 2010/11: „zwischen dem inneren Auge und der anderen Seite der Tür“. Dorothea Tanning Graphiken.
- 2010/11: Werke von Max Ernst aus der Menil Collection, Houston. Schausammlung im Wechsel.
- 2010: Hommage an Luise Straus.
- 2010: Wrapped! Die Kunst von Christo und Jeanne-Claude aus der Sammlung Würth.
- 2009/10: David Lynch - Dark Splendor. Raum Bilder Klang.
- 2009: „zwischen immer blaueren Fernen“. Max Ernst – Lithographische Suiten.
- 2008/09: Geheimnisvolle Landschaften. Werke von Max Ernst aus der Fondation des Treilles.
- 2008: Max Ernst. Une semaine de bonté. Die Originalcollagen.
- 2008: Max Ernst: „Einladung zur Reise“. Landschaften im grafischen Werk. Ausstellung in der Stadtsparkasse Gevelsberg
- 2007/08: Neo Rauch - para.
- 2007/08: In Augenhöhe: Jean Tinguely. Spielerische Mechanik bei Jeannot und Dadamax.
- 2007: Max Ernst: Rückkehr nach Europa. Graphiken aus der Sammlung Schneppenheim.
- 2006/07: In Augenhöhe: Paul Klee. Frühe Werke im Blick auf Max Ernst.
- 2005/06: Peter Schamoni zeigt Max Ernst / Loplop. 4. September 2005 bis 5. November 2006

## Stiftung Max Ernst
Die Stiftung Max Ernst wurde am 13. Februar 2001 gegründet. Partner sind die Stadt Brühl, die Kreissparkasse Köln und der Landschaftsverband Rheinland. Zweck der Stiftung ist die Förderung von Kunst und Kultur sowie von Wissenschaft und Forschung. Sie ist eine selbständige, rechtsfähige Stiftung des bürgerlichen Rechts und sie ist gemeinnützig im Sinne des „Abschnitts steuerbegünstigter Zwecke“ der Abgabenordnung. Ihre Aufgabe besteht darin, Werke, Erinnerungsstücke und Schriftgut von Max Ernst zusammenzutragen.
Werner Spies war bis zu seinem Rücktritt im Juni 2012 Vorsitzender des Stiftungsrates und des Kuratoriums der Stiftung Max Ernst in Brühl.

## Max Ernst Gesellschaft
Die 2000 gegründete Gesellschaft mit etwa 300 Mitgliedern unterstützt die Arbeit des Museums bei und durch kulturelle Veranstaltungen und Aktivitäten wie Exkursionen im Zusammenhang mit dem Werk von Max Ernst, auch Zukäufe des Museums werden gefördert. So wurde zum Beispiel die Höhe des Max-Ernst-Stipendiums von der Gesellschaft verdoppelt. Für diese Aktivitäten erhielt die Gesellschaft 2014 als eine von drei Preisträgern den Kulturpreis des Rhein-Erft-Kreises.

## Trägerschaft
Die Trägerschaft des Museums lag ursprünglich bei der Stiftung. Zum 1. Juli 2007 ging die alleinige Trägerschaft auf den LVR über, der seitdem den Betrieb und alle anfallenden Kosten übernimmt, wie dies ein auf 99 Jahre ausgehandelter Nutzungsvertrag vorsieht. Das Haus selbst verbleibt im Besitz der Stadt Brühl.

## Fantasie Labor im Geburtshaus

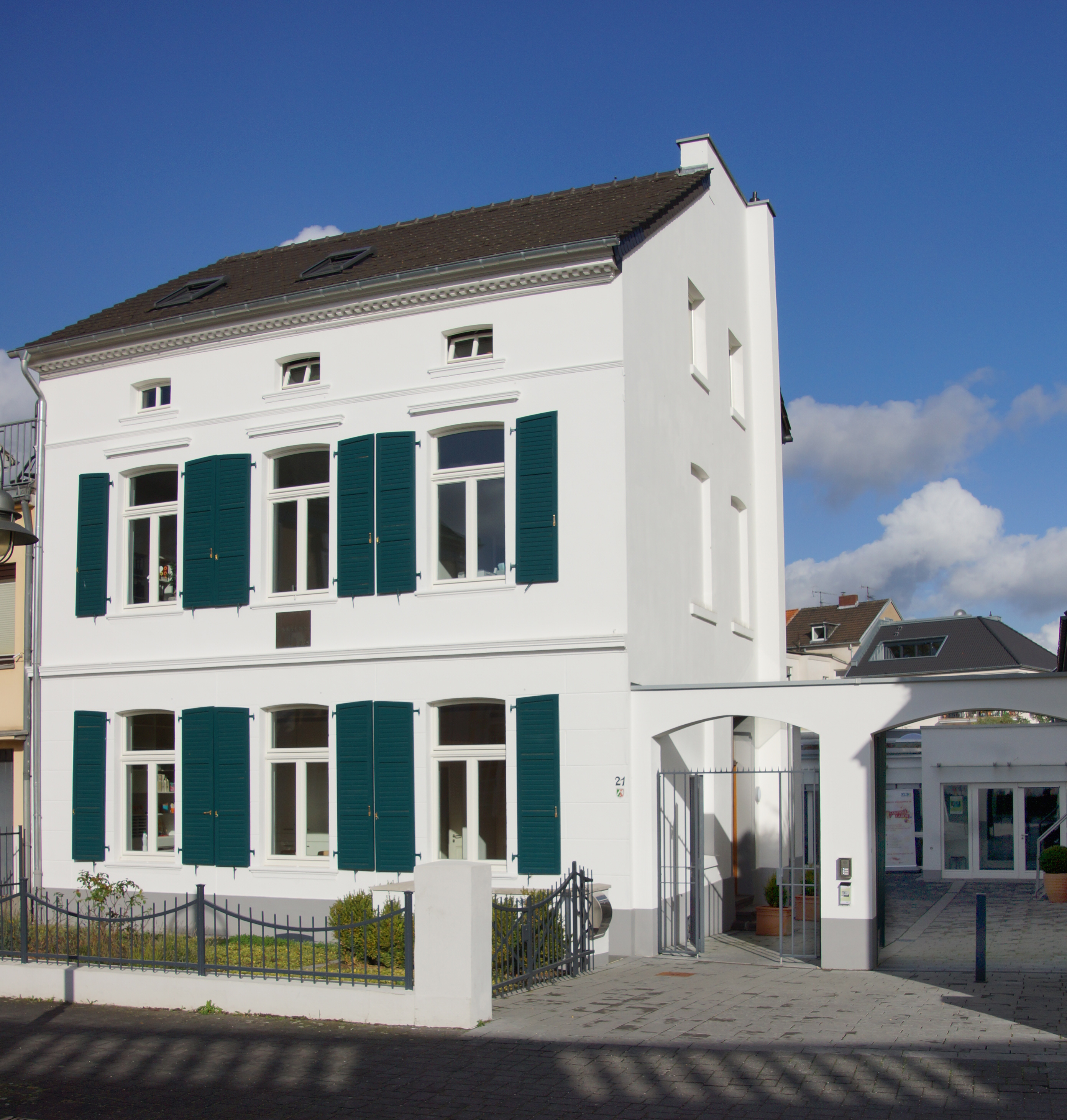
Geburtshaus von Max Ernst sowie der Erweiterungsbau, der das Fantasie Labor beherbergt. (2013)

Das zweieinhalbgeschossige Gebäude wurde von dem Architekten Mathias Erven entworfen und 1885 im spätklassizistischen Stil errichtet. Das Haus, in dem die Familie des Taubstummenlehrers Philipp Ernst zeitweise lebte und Max Ernst geboren wurde, steht unter Denkmalschutz.
Nach dem Zweiten Weltkrieg ging das Haus in den Besitz der katholischen Kirchengemeinde St. Maria von den Engeln über. Es wurde 2008 von der P-Immobilien Objekt Brühl GmbH & Co. KG, eine Tochtergesellschaft der Provinzial Rheinland Versicherung AG, erworben, komplett renoviert und durch einen 150 m² großen Anbau erweitert. Beides wurde dem Max Ernst Museum Brühl des LVR zur Verfügung gestellt.
Seit Juli 2012 finden die Praxiskurse der Museumspädagogik im Fantasie Labor statt. Die Kreativräume befinden sich im Geburtshaus von Max Ernst und dem angrenzenden Erweiterungsbau.
Die Räume im Anbau des Geburtshauses sind barrierefrei. Die Workshops im Fantasie Labor sind für alle Besucher offen. Es gibt spezielle Programme für Sehbehinderte und Blinde sowie für Hörgeschädigte und Gehörlose.

## Filme
- Wallraf-Richartz-Museum Köln und Max Ernst Museum Brühl (= Museums-Check. Folge 54). Reportage, 30 Min., Moderation: Markus Brock, Produktion: 3sat. Erstausstrahlung: 13. Januar 2019.[17]